# Mikel Labaka
Mikel Labaka Zuriarrain es un exfutbolista y entrenador nacido el 10 de agosto de 1980 en Azpeitia, Guipúzcoa. Jugaba en la posición de defensa central. Labaka tuvo una carrera como futbolista profesional durante cerca de 10 años.  Actualmente es asistente técnico de Imanol Alguacil en la Real Sociedad de Fútbol de la Primera División de España.

## Trayectoria como jugador
Mikel Labaka comenzó jugando al fútbol en las categorías inferiores del Lagun Onak de Azpeitia, el equipo de su localidad natal. Labaka destacó en las filas del modesto equipo azpeitiano con cuyo equipo senior llegó a debutar en la temporada 1996-97 en la Tercera División, a pesar de que el jugador contaba todavía con solo 16 años de edad. La Real Sociedad de Fútbol, equipo con el que el Lagun Onak está convenido, se fijó en el defensa central y le fichó esa temporada cuando el jugador todavía se encontraba en categoría juvenil.
Llegó a la Real juvenil procedente del Lagun Onak de Azpeitia, en el que había debutado a los 16 años. Antes de dar el salto a la Real Sociedad B se proclamó campeón de España juvenil.
Tras tres temporadas completas en la Real Sociedad B, en la temporada 2002-03 sería cedido al Real Unión de Irún.
Lo mismo ocurriría en la temporada 2003-04 en la que jugó como cedido en el Ciudad de Murcia.
En la temporada 2004-05 sería repescado por la Real Sociedad, en la que debutó el 24 de octubre de 2004 en el partido Real Sociedad 2- Mallorca 1.
En agosto de 2011 anunció su salida del club guipuzcoano, al no entrar en los planes de Philippe Montanier. Tras negociar su rescisión de contrato con la Real, con la carta de libertad en la mano fichó por el Rayo Vallecano, firmando un contrato que le vinculaba al club madrileño durante dos temporadas. Durante la temporada 2011-12 jugó en el Rayo Vallecano, aunque no contó con la confianza del técnico Sandoval, disputando únicamente 14 partidos de Liga en toda la temporada. Un choque fortuito en el partido Valencia CF-Rayo a principios de abril le causó una fractura en la mandíbula, de la que tuvo que ser operado.
Tras expirar su contrato con el Rayo en junio de 2013, anunció su retirada del fútbol profesional.

## Trayectoria como entrenador
En diciembre de 2014, Imanol Alguacil se convirtió en entrenador de la Real Sociedad de Fútbol "B" y Mikel Labaka fue designado para la dirección del segundo plantel de la institución guipuzcoana.
En junio de 2016, Labaka sustituyó a Asier Santana en el equipo técnico de la Real Sociedad pasando a ser segundo de Eusebio Sacristán.

## Clubes
| Club                      | País   | Año         |
| ------------------------- | ------ | ----------- |
| Real Sociedad B           | España | 1999 - 2002 |
| Real Unión (cedido)       | España | 2002 - 2003 |
| Ciudad de Murcia (cedido) | España | 2003 - 2004 |
| Real Sociedad             | España | 2004 - 2011 |
| Rayo Vallecano            | España | 2011 - 2013 |

## Estadísticas
| Club                   | Temporada              | Categoría              | Liga  | Liga  | Copa  | Copa  | Europa | Europa | Total | Total |
| Club                   | Temporada              | Categoría              | Part. | Goles | Part. | Goles | Part.  | Goles  | Part. | Goles |
| ---------------------- | ---------------------- | ---------------------- | ----- | ----- | ----- | ----- | ------ | ------ | ----- | ----- |
| Real Sociedad B        | 1999/00                | Tercera División       | -     | -     | -     | -     | -      | -      | -     | -     |
| Real Sociedad B        | 2000/01                | Tercera División       | -     | -     | -     | -     | -      | -      | -     | -     |
| Real Sociedad B        | 2001/02                | Segunda División B     | 37    | 1     | -     | -     | -      | -      | 37    | 1     |
| Real Unión             | 2002/03                | Segunda División B     | 35    | 1     | 4     | 0     | -      | -      | 39    | 1     |
| Ciudad de Murcia       | 2003/04                | Segunda División       | 26    | 2     | 1     | 0     | -      | -      | 27    | 2     |
| Real Sociedad          | 2004/05                | Primera División       | 30    | 3     | 2     | 0     | -      | -      | 32    | 3     |
| Real Sociedad          | 2005/06                | Primera División       | 33    | 1     | 1     | 0     | -      | -      | 34    | 1     |
| Real Sociedad          | 2006/07                | Primera División       | 11    | 0     | 2     | 0     | -      | -      | 13    | 0     |
| Real Sociedad          | 2007/08                | Segunda División       | 25    | 2     | 0     | 0     | -      | -      | 25    | 2     |
| Real Sociedad          | 2008/09                | Segunda División       | 35    | 2     | 1     | 0     | -      | -      | 36    | 2     |
| Real Sociedad          | 2009/10                | Segunda División       | 25    | 3     | 0     | 0     | -      | -      | 25    | 3     |
| Real Sociedad          | 2010/11                | Primera División       | 14    | 0     | 2     | 0     | -      | -      | 16    | 0     |
| Total Real Sociedad    | Total Real Sociedad    | Total Real Sociedad    | 173   | 11    | 8     | 0     | -      | -      | 181   | 11    |
| Rayo Vallecano         | 2011/12                | Primera División       | 13    | 1     | 0     | 0     | -      | -      | 13    | 1     |
| Rayo Vallecano         | 2012/13                | Primera División       | 10    | 0     | 1     | 0     | -      | -      | 11    | 0     |
| Total Primera División | Total Primera División | Total Primera División | 111   | 5     | 14    | 0     | -      | -      | 125   | 5     |
| Total carrera          | Total carrera          | Total carrera          | 292   | 16    | 14    | 0     | -      | -      | 306   | 16    |

- Actualizado 22 de mayo de 2012.